# Wish (Live)
Wish (Live) ist das zweite Live- und Videoalbum der deutschen Band Reamonn. Das Album erschien am 1. Juni 2007 sowohl als CD als auch als DVD auf dem Label Island Records.

## Entstehung
Das Livealbum wurde am 11. Februar 2007 in der König-Pilsener-Arena in Oberhausen auf der Tour zum namensgebenden Album Wish mitgeschnitten. Das Livealbum ist kein komplettes Konzert, sondern beinhaltet lediglich die Titel des Wish-Albums exklusive Just Another Night und L.A. Skies. Als Gastsängerin ist Lucie Silvas bei The Only Ones zu sehen und zu hören. Als Bonus ist außerdem eine Akustikversion des Liedes Alright vom Album Beautiful Sky enthalten und der Videoclip zu Serpentine. Außerdem enthält die DVD auch einen Backstage-Einblick mit exklusiven Interviews und einen Einblick ins Privatleben der Musiker.

## Titelliste
1. Intro – 0:43
2. Starting to Live – 4:02
3. Come to Me – 5:06
4. Promise (You and Me) – 4:51
5. Wish – 3:47
6. Starship – 5:26
7. Tonight – 5:17
8. Sometimes – 5:49
9. Out of Reach – 4:58
10. She’s a Bomb – 6:35
11. Serpentine – 7:38
12. The Only Ones (feat. Lucie Silvas) – 4:47
13. Alright (Extra; B-Stage)

## Kritik
Bemängelt wurde von Katja Scherle (Laut.de) der schlechte Livesound, der auf DVD nur in Stereo annehmbar wäre. Auch sei Kameraführung nicht abwechslungsreich. Nur gelegentlich würde eine „Splitscreen-Einstellungen mehrere Blicke auf ein- und dieselbe Situation“ erlauben, ansonsten wäre diese wenig abwechslungsreich. Auch die Extras seien nicht optimal:

„"A bisserl mehr" hätte "Wish Live" allerdings schon bieten dürfen. Zum fast zu forsch zwischen den Tracks geschnittenen Konzert gibt es die etwas barockere "Movie"-Version. Die scheint aber eher verlegen aufgepumpt mit Füllmaterial wie kleinen Interview-Schnipseln, Backstage-Aufnahmen und Off-The-Record-Beigaben. Selbst die obligatorische Zugabe muss, groß als "Bonus" angekündigt, erst im Menü separat angeklickt werden. Weniger Pathos im Konzert, mehr Beigaben danach wären wünschenswert gewesen.“